# Keizerlijke kapel van Ajaccio
De Keizerlijke kapel van Ajaccio (Frans: Chapelle Impériale d'Ajaccio) is een kapel in Ajaccio op het eiland Corsica die in 1857 werd opgericht op vraag van de Franse keizer Napoleon III. De locatie Ajaccio is niet toevallig gekozen: Napoleon Bonaparte werd er geboren in 1769.
Met de bouw van deze kapel vervulde Napoleon III de laatste wens van de Corsicaanse kardinaal Joseph Fesch, een oom van keizer Napoleon Bonaparte. De kardinaal was een fervent kunstverzamelaar. De opbrengst van zijn kunstcollectie diende te worden aangewend om een keizerlijke graftombe te bouwen voor de familie Bonaparte. De keizers Napoleon I, Napoleon II en Napoleon III zijn echter elders begraven.
In de keizerlijke kapel liggen volgende leden van de familie Bonaparte begraven:
1. Carlo Maria Buonaparte (29 maart 1746 – 24 februari 1785) (vader van Napoleon I);
2. Maria Laetitia Ramolino  (24 augustus 1750 – 2 februari 1836) (moeder van Napoleon I);
3. Karel Lucien Bonaparte (24 mei 1803 – 29 juli 1857) (neef van Napoleon I);
4. Zénaïde Bonaparte (1860–1862) (dochter van Napoleon Karel Bonaparte);
5. Louis-Lucien Bonaparte (4 januari 1813 – 3 november 1891)  (neef van Napoleon I);
6. Napoleon Charles Bonaparte (5 februari 1839 – 12 februari 1899) (achterneef van Napoleon I);
7. Napoleon Victor Bonaparte (18 juli 1862 – 3 mei 1926) (kleinzoon van Jérôme Bonaparte);
8. Clementine van België (30 juli 1872 – 8 maart 1955) (echtgenote van Victor Napoléon Bonaparte);
9. Lodewijk Jérôme Victor Emanuel Leopold Marie Napoleon (23 januari 1914 – 3 mei 1997) (zoon van Napoleon Victor Bonaparte en Clementine van België).